# 蒙古第一次入侵波蘭
蒙古帝國在成吉思汗的帶領下，自十三世紀起進行了大規模的征戰行動，其入侵歐洲的最終目標為佔領匈牙利及保加利亞，並藉此創造有利的政戰形勢以攻擊拜占庭帝國。1240年至1241年蒙古入侵波蘭，以鞏固負責攻擊匈牙利王國的蒙古主力軍側翼。蒙古人截斷了波蘭人對匈牙利國王貝拉四世提供的所有援助，並擋下貝拉國王的一切軍事指令。
蒙古大軍對波蘭的攻擊屬於拔都在中東歐進行的大規模軍事行動之一，而這一系列軍事行動最重要的意義在於其所造成的政治效果。1241年發生的這些事件，撼動了大鬍子亨利及其子所建的新興國家，而莱格尼察一役帶來的重創使波蘭的統一過程推延多年。入侵事件過後的數年間，造成中央權力分散的因素持續發酵，導致地方勢力更加分崩離析，削弱了波蘭的防禦力及在歐洲該區的政治地位。
此後，金帳汗國兩度入侵波蘭，於1259年至1260年第二次入侵波蘭，以及1287年至1288年第三次入侵波兰。